# Polypterus retropinnis
Polypterus retropinnis ist ein Süßwasserfisch aus der Familie der Flösselhechte (Polypteridae), der im Ogooué und im mittleren Kongobecken vorkommt. 

## Merkmale
Polypterus retropinnis wird maximal 34 Zentimeter lang. Der mit Ganoidschuppen bedeckte Körper ist langgestreckt und im Querschnitt annähernd rund. Die Körperhöhe ist 8,3 bis 10,4 mal in der Standardlänge enthalten, die Kopflänge 5,6 bis 6,7 mal. Die Länge vor dem ersten Flössel beträgt 55,7 bis 63,2 % der Standardlänge. Der Abstand zwischen den Nasenöffnungen liegt bei 14,3 bis 18 % der Kopflänge. Beide Kiefer sind in den meisten Fällen gleich lang, der Unterkiefer kann in einigen Fällen auch etwas länger sein. Die Anzahl der Wirbel beträgt 57 bis 58. Die Körperoberseite ist grau oder bräunlich, zeigt ein Muster von unregelmäßigen olivfarbenen bis bräunlich-schwarzen Flecken, und deutlich von der gelblichen bis hell beigen Unterseite abgegrenzt. Eine mit schwarzen Flecken versehene Unterkieferunterseite unterscheidet die Art von Polypterus palmas. Die Flossen sind braun gepunktet. Die Brustflossen haben gelbe Flossenbasen und sind an ihrem äußeren Rand schwarz gefleckt. Die Anzahl der Rückenflössel liegt bei 7 bis 9. Der erste Rückenflossenstrahl ist schmal und kurz und erreicht 4,6 bis 6,1 % der Kopflänge. Die Anzahl der Afterflossenstrahlen liegt bei 12 bis 15, die der Schwanzflossenstrahlen 13 bis 16. Die Brustflossen reichen nicht bis zum Ansatz des ersten Flössels. Sie werden von 30 bis 32 Flossenstrahlen gestützt. Polypterus retropinnis hat 56 bis 58 Schuppen in einer Reihe entlang der Seitenlinie, 30 bis 38 Schuppen in einer Reihe rund um den Körper, 26 bis 34 Schuppen vor dem ersten Flössel und 40 bis 46 Schuppen vor den Bauchflossen.

## Lebensweise
Polypterus retropinnis bewohnt kleine Flüsse, Sümpfe und überschwemmte Gebiete. Wie alle Flösselhechte ernährt er sich räuberisch von einer Vielzahl von Beutetieren.